# Мис „Гранд Интернешънъл“
Мис Гранд Интернешънъл (на английски: Miss Grand International) е ежегоден международен конкурс, един от най-престижните конкурси за красота в света от Големият шлем. Конкурсът с Тайландски корени е създаден от „Нават Ицарагрисил“ и стартира за първи път през 2013 г. в Тайланд. Към момента «Мис Гранд Интернешънъл» се нарежда като третият по големина международен благотоворителен телевизионен формат за красота след „Мис Свят“ и „Мис Вселена“.
Победителката от „Мис Гранд Интернешънъл“ получава парична награда от 40000-50000 USD и сключва работен договор за организацията в продължение на една година в която е длъжна да живее в Тайланд и да развива каузата на Мис Гранд Интернешънъл пътувайки в различни държави.
Представителка на България или Северна Македония никога не е печелила състезанието.

## Победителки в конкурса
| Година | Мис Гранд Интернешънъл         | Страна                 | Място на провеждане на конкурса | Участниците |
| ------ | ------------------------------ | ---------------------- | ------------------------------- | ----------- |
| 2013   | Джейнли Чапаро                 | Пуерто Рико            | Банкок                          | 71          |
| 2014   | Лийс Гарсия                    | Куба                   | Банкок                          | 85          |
| 2015   | Анеа Гарсия (Детрониран)       | Доминиканска република | Банкок                          | 77          |
| 2015   | Клер Елизабет Паркър (Сменени) | Австралия              | Банкок                          | 77          |
| 2016   | Ариска Путри Пертиви           | Индонезия              | Лас Вегас                       | 74          |
| 2017   | Мария Хосе Лора                | Перу                   | Фу Куок                         | 77          |
| 2018   | Клара Соса                     | Парагвай               | Янгон                           | 75          |
| 2019   | Валентина Фигера               | Венецуела              | Каракас                         | 60          |
| 2020   | Абена Апия                     | САЩ                    | Банкок                          | 63          |
| 2021   | Нгуиен Тук Туи Тьен            | Виетнам                | Банкок                          | 59          |
| 2022   | Изабелла Менин                 | Бразилия               | Джакарта                        | 68          |
| 2023   | Лусиана Фустър                 | Перу                   | Хошимин                         | 69          |
| 2024   | Рѐйчъл Гупта                   | Индия                  | Банкок                          | 68          |

### Галерия
- Мис Гранд Интернешънъл 2024
Рѐйчъл Гупта
 Индия
- Мис Гранд Интернешънъл 2023
Лусиана Фустър
 Перу
- Мис Гранд Интернешънъл 2022
Изабелла Менин
 Бразилия
- Мис Гранд Интернешънъл 2021
Нгуиен Тук Туи Тьен
 Виетнам
- Мис Гранд Интернешънъл 2020
Абена Апия
 САЩ
- Мис Гранд Интернешънъл 2019
Валентина Фигера
 Венецуела
- Мис Гранд Интернешънъл 2018
Клара Соса
 Парагвай
- Мис Гранд Интернешънъл 2017
Мария Хосе Лора
 Перу
- Мис Гранд Интернешънъл 2016
Ариска Путри Пертиви
 Индонезия
- Мис Гранд Интернешънъл 2015
Клер Елизабет Паркър
 Австралия
- Мис Гранд Интернешънъл 2014
Лийс Гарсия
 Куба
- Мис Гранд Интернешънъл 2013
Джейнли Чапаро
 Пуерто Рико

## Представителки на България и Северна Македония
Цветен клавиш;
- Победител
- Финалисти (Топ 5)
- Полуфиланисти (Топ 10 – 20)

### Мис Гранд България
Венета Красимирова Кръстева е първата българка, която заема участие в „Мис Гранд Интернешънъл“ през 2015 г. Към момента, лицензът на Мис Гранд Интернешънъл за България, принадлежи на агенция Bоk Star Models – компанията лицензиант на Мис Свят, Мистър Свят и Мис Вселена за България, която се управлява от Венета Кръстева, Мис Гранд България 2015.
| Година                                                                                | Представител                                                                          | Име на конкурса                                                                                      | Роден град                                                                            | Класиране                                                                             | Специални награди                                                                     |
| ------------------------------------------------------------------------------------- | ------------------------------------------------------------------------------------- | --- | ------------------------------------------------------------------------------------- | ------------------------------------------------------------------------------------- | ------------------------------------------------------------------------------------- |
| Няма представители / притежатели на национални лицензи за Мис Гранд Интернешънъл 2013 |                                                                                       | |                                                                                       |                                                                                       |                                                                                       |
| 2015                                                                                  | Венета Красимирова Кръстева                                                           | Мис Вселена България 2013                                                                            | София                                                                                 | –                                                                                     | –                                                                                     |
| 2016                                                                                  | Няма представители / притежатели на национални лицензи за Мис Гранд Интернешънъл 2016 | Няма представители / притежатели на национални лицензи за Мис Гранд Интернешънъл 2016                | Няма представители / притежатели на национални лицензи за Мис Гранд Интернешънъл 2016 | Няма представители / притежатели на национални лицензи за Мис Гранд Интернешънъл 2016 | Няма представители / притежатели на национални лицензи за Мис Гранд Интернешънъл 2016 |
| 2017                                                                                  | Ралица Кандова                                                                        | Наградата „Мис Гранд България 2017“ в конкурса за красота „Мис София 2017“                           | София                                                                                 | –                                                                                     | –                                                                                     |
| 2018                                                                                  | Белослава Славчева Йорданова                                                          | Наградата „Мис Гранд България 2018“ в конкурса за красота „Мис Свят България 2018“                   | Перник                                                                                | –                                                                                     | –                                                                                     |
| 2019                                                                                  | Виктория Захидова Васева                                                              | Наградата „Мис Гранд България 2019“ в конкурса за кррасота „Мис Свят България 2019“                  | София                                                                                 | –                                                                                     | –                                                                                     |
| 2020                                                                                  | Виктория Лазарова                                                                     | Наградата „Мис Гранд България 2020“ наградена от онлайн конкурса за красота „Мис Свят България 2020“ | Пловдив                                                                               | –                                                                                     | –                                                                                     |

### Мис Гранд Северна Македония
През 2013 г. модното студио Црнокрак има лиценз за „Мис Гранд Интернешънъл“ за Македония. „Сандра Стефановска“, която е член на студиото, е изпратена да се състезава в първото издание на Мис Гранд Интернешънъл през същата година. През 2015 г. „Дунавка Трифуновска“ придоби лиценза и сама се включи в състезанието.
| Година                                                                 | Представител                                           | Име на конкурса                                        | Роден град                                             | Класиране                                              | Специални награди                                      |
| ---------------------------------------------------------------------- | ------------------------------------------------------ | ------------------------------------------------------ | ------------------------------------------------------ | ------------------------------------------------------ | ------------------------------------------------------ |
| 2013                                                                   | Сандра Стефановска                                     | Мис Глоуб Македония 2012                               | Скопие                                                 | Топ 20                                                 | - Топ 20 – Най-добър в плувен костюм                   |
| 2014                                                                   | Няма представители / притежатели на национални лицензи | Няма представители / притежатели на национални лицензи | Няма представители / притежатели на национални лицензи | Няма представители / притежатели на национални лицензи | Няма представители / притежатели на национални лицензи |
| 2015                                                                   | Дунавка Трифуновска                                    | –                                                      | Скопие                                                 | –                                                      | –                                                      |
| Няма представители / притежатели на национални лицензи за 2016-2019 г. |                                                        |                                                        |                                                        |                                                        |                                                        |